# USS Kearsarge (CV-33)
USS Kearsarge (CV-33), później także CVA-33 i CVS-33 – amerykański lotniskowiec typu Essex, trzeci okręt United States Navy noszący nazwę "Kearsarge", upamiętniającą slup parowy z czasów wojny secesyjnej noszący tę nazwę. Lotniskowiec zwodowano 5 maja 1945 w stoczni New York Naval Shipyard, matką chrzestną była pani Aubrey W. Fitch. "Kearsarge" wszedł do służby 2 marca 1946, dowódcą został komandor porucznik Francis J. McKenna. Okręt w czasie służby otrzymał dwa odznaczenia battle star za akcje w czasie wojny koreańskiej i pięć za wojnę wietnamską.

## Historia służby
"Kearsarge" dotarł do swojego nowego portu macierzystego w Norfolk 21 kwietnia 1946 i przez następny rok przeprowadzał ćwiczenia wzdłuż wschodniego wybrzeża USA i na Karaibach. Opuścił 7 czerwca 1947 Norfolk, mając na pokładzie uczestników kursu kadetów, kierując się w stronę Wielkiej Brytanii. Po powrocie do USA w sierpniu lotniskowiec uczestniczył w manewrach, które odbyły się 10 miesięcy przed otrzymaniem kolejnego przydziału. 1 czerwca 1948 "Kearsarge" opuścił Hampton Roads i udał się na turę służby w 6 Flocie. Podczas rejsu na Morzu Śródziemnym jednostki Floty zostały postawione w stan alarmu, aby były gotowe do udziału w ewentualnym konflikcie na Środkowym Wschodzie. Okręt wrócił do Quonset Point w stanie Rhode Island 2 października i operował wzdłuż atlantyckiego wybrzeża USA i na Karaibach do 27 stycznia 1950, kiedy popłynął na Zachodnie Wybrzeże. Lotniskowiec dotarł do Puget Sound Navy Yard 23 lutego i został tam wycofany ze służby 16 czerwca 1950. Okręt przeszedł następnie znaczącą modernizację w ramach programu SCB-27, co pozwoliło na operowanie z jego pokładu samolotom odrzutowym. 

### Wojna koreańska
"Kearsarge" wszedł ponownie do służby 15 lutego 1952, z komandorem porucznikiem Louisem B. Frenchem jako dowódcą. Po pierwszym rejsie lotniskowiec opuścił San Diego i udał się na intensywne ćwiczenia lotnicze w okolicach Hawajów. Gdy jego przygotowanie bojowe było na odpowiednim poziomie, okręt udał się na Daleki Wschód, gdzie wziął udział w misjach bojowych w wojnie koreańskiej. Dotarł do Yokosuki 8 września, a 6 dni później dołączył do zespołu szybkich lotniskowców Task Force 77 w pobliżu wschodniego wybrzeża Korei. Przez kolejnych 5 miesięcy jego samoloty przeprowadziły prawie 6 tys. lotów bojowych na pozycje sił komunistycznych w Korei Północnej, powodując znaczne straty. Okręt zakończył swą turę bojową pod koniec lutego 1953 i wrócił do San Diego 17 marca. Podczas służby w Korei zmieniono jego znak taktyczny na CVA-33.

### Daleki Wschód
"Kearsarge" popłynął ponownie na Daleki Wschód 1 lipca 1953 i operował w składzie 7 Floty podczas utrzymywania rozejmu w Korei. Okręt zyskał przydomek "Mighty Kay", po tym gdy w krótkim czasie uczestniczył w trzech kolizjach z jednostkami pływającymi, włączając w to statek pasażerski SS "Oriana". Inne przydomki to "Rammin Rankin's Krashbarge" i "The Mighty Kay-RUNCH". Lotniskowiec przeprowadzał także patrole Cieśniny Tajwańskiej, powstrzymując w ten sposób atak komunistycznych Chin na chińskich nacjonalistów na Tajwanie. "Kearsarge" wrócił do San Diego 18 stycznia 1954 i podjął operacje szkoleniowe u wybrzeży Kalifornii. 7 października opuścił San Diego i udał się na trzecią turę służby na Dalekim Wschodzie. Ponownie operując w składzie 7 Floty, znajdował się w pobliżu wyspy Dachen, gdy ta była ewakuowana przez Chińczyków z Tajwanu w czasie pierwszego kryzysu w Cieśninie Tajwańskiej. Od 7 do 13 lutego 1955 "Kearsarge" wspierał jednostki floty w pomyślnej ewakuacji 18 000 cywili i 20 000 członków personelu wojskowego z wyspy. Jego rejs zakończył się w San Diego 12 maja. Przez następne 3 lata pływał w turach służbowych na Dalekim Wschodzie i szkolił załogę u wybrzeży Kalifornii.
Latem 1958 "Kearsarge" został wyposażony do służby jako przeciwpodwodny lotniskowiec wsparcia (ang. antisubmarine warfare support carrier) i zmieniono mu klasyfikację na CVS-33. Po odbyciu intensywnych ćwiczeń przygotowujących go do pełnienia nowej roli lotniskowiec popłynął 5 września 1959 kolejny raz na Daleki Wschód, aby służyć w 7 Flocie. Na początku tej tury Japonia została zaatakowana przez silny tajfun i "Kearsarge" odegrał ważną rolę w zapewnieniu pomocy ofiarom żywiołu. Jego samoloty rozwoziły medykamenty i żołnierzy, podczas gdy załoga lotniskowca i grupy lotniczej zaokrętowanej na okręcie zaoferowała ubrania i pieniądze dla poszkodowanych. Po wzięciu udziału w ćwiczeniach SEATO i operacjach 7 Floty opuścił Yokosukę 3 marca 1960 i udał się w drogę powrotną do domu. Trzy dni później w sztormowej pogodzie 1 200 mil od wyspy Wake uratował czterech Rosjan dryfujących 49 dni na zepsutej barce. Wrócili oni do domu po tym jak "Kearsarge" zawinął do Alameda w Kalifornii 15 marca. Lotniskowiec otrzymał podziękowania od ZSRR za tę akcję.
Rok szkoleń poprzedził następny przydział, który rozpoczął się od wypłynięcia z San Diego 3 marca 1961. Lotniskowiec ZOP popłynął na wody południowo-wschodniej Azji, ponieważ komuniści zintensyfikowali wysiłki mające na celu zmianę rządu w Laosie. Demonstracja 7 Floty była pod obserwacją wroga i kryzys został zażegnany. Po 6 miesiącach na Dalekim Wschodzie "Kearsarge" dotarł do Cieśniny Puget 1 listopada w celu odbycia drugiej fazy modernizacji (SCB-125).

### Projekt Mercury

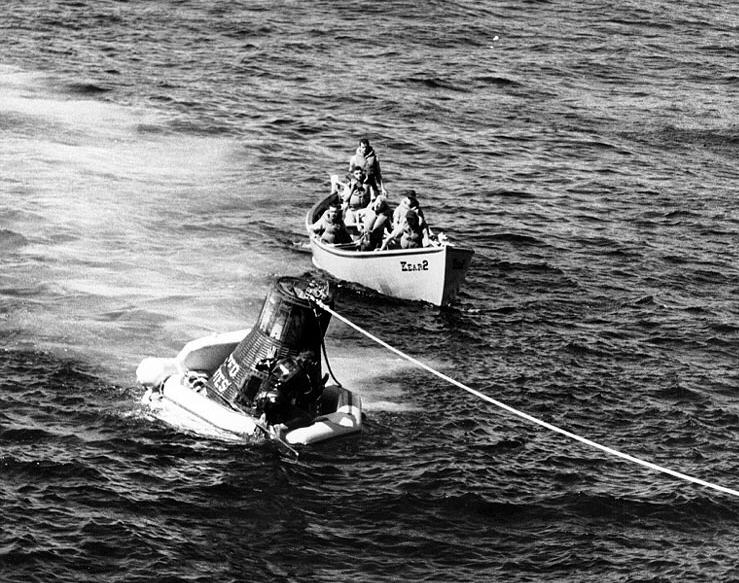
Kapsuła "Sigma 7", część projektu Merkury, jest holowana do USS "Kearsarge" po locie i lądowaniu z astronautą "Wallym" Schirrą na pokładzie. Na zdjęciu widać płetwonurka-ratownika na kapsule oraz 26-stopową łódź znajdującą się obok.

Po zakończeniu modernizacji i szkoleniu "Kearsarge" opuścił Long Beach 1 sierpnia 1962 i udał się na Pacific Missile Range jako okręt podnoszący kapsułę projektu Merkury z astronautą Walterem Schirra po lądowaniu na wodzie. 3 października odegrał swoją rolę w erze kosmicznej, odbierając kosmiczną kapsułę Schirry i wrócił z nim do Honolulu.
Lotniskowiec wznowił szkolenia, które prowadził przez 6 miesięcy, zanim dotarł do Pearl Harbor 29 kwietnia 1963, aby ponownie wziąć udział w programie kosmicznym. Tym razem podnosił z oceanu astronautę Gordona Coopera, który okrążył Ziemię 22 razy w swojej kapsule "Faith 7".

### Wietnam
Okręt wrócił z astronautą do Pearl Harbor, a następnie, 4 czerwca, wyruszył na swoją ósmą turę służby na Dalekim Wschodzie. Na operowanie w ramach 7 Floty składało się także trzymanie straży w niespokojnym obszarze południowo-wschodniej Azji. "Kearsarge" wrócił do Long Beach 3 grudnia i ponownie udał się na ćwiczenia, tym razem na wodach kalifornijskich.
Sześć miesięcy później, 19 czerwca 1964, lotniskowiec ZOP udał się w swój dziewiąty rejs na Daleki Wschód. Do Yokosuki dotarł 30 lipca, a następnie popłynął na Morze Południowochińskie, co nastąpiło przed atakiem północno-wietnamskich okrętów patrolowych na niszczyciel amerykański w Zatoce Tonkińskiej. Gdy samoloty marynarki amerykańskiej niszczyły magazyny zaopatrzenia i ropy Północnego Wietnamu, "Kearsarge" zapewniał osłonę przeciwpodwodną okrętom 7 Floty. Zdecydowanie Amerykanów zmusiło komunistów do opóźnienia działań i "Kearsarge" wrócił do Long Beach 16 grudnia.
Po przeglądzie, który odbył się w pierwszej połowie 1965, "Kearsarge" operował wzdłuż zachodniego wybrzeża USA do momentu rejsu na Daleki Wschód 9 czerwca 1966. Popłynął przez Hawaje i Japonię, docierając do "Yankee Station" 8 sierpnia i pozostawał w pobliżu Wietnamu do 24 października. Następnego dnia udał się w rejon Kuala Lumpur i zakotwiczył w Cieśninie Malacca 30 października. Wrócił na "Yankee Station" 5 listopada, odwiedzając po drodze bazę amerykańską w Subic Bay. Przebywał tam do 23 listopada. Następnego dnia lotniskowiec popłynął do domu, odwiedzając po drodze Hongkong i Japonię. Do San Diego dotarł 20 grudnia. Ponownie operował na wodach wzdłuż zachodniego wybrzeża USA do momentu opuszczenia San Diego 18 sierpnia i dotarcia do Pearl Harbor 10 dni później. Tam przygotowywał się do następnych akcji.

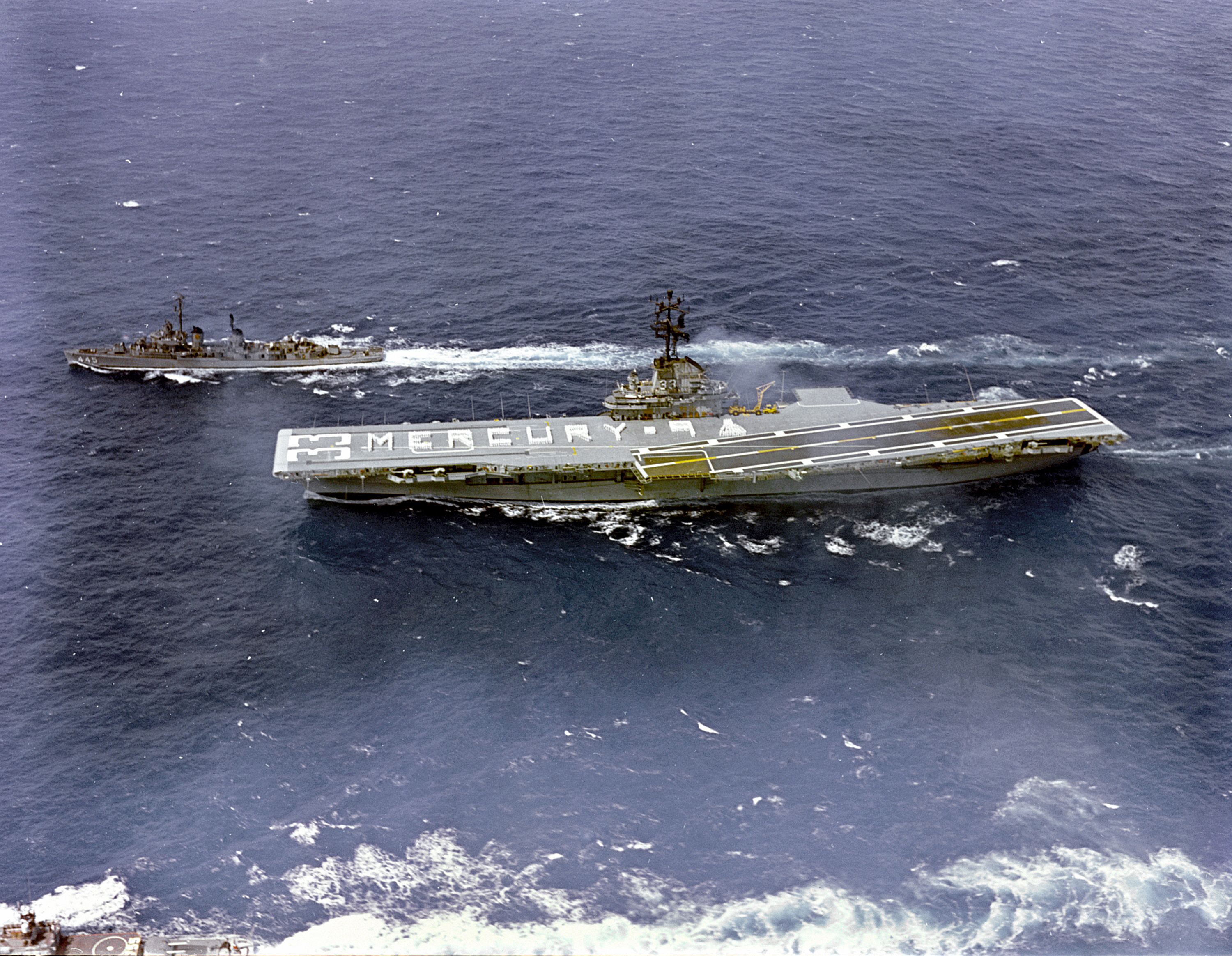
Załoga USS "Kearsarge" ustawiona w napis "MERCURY 9" podczas rejsu do obszaru podnoszenia kapsuły z astronautą "Gordo" Cooperem w 1963

Uznany za zbyteczny, USS "Kearsarge" został wycofany ze służby 13 lutego 1970. Przez następne trzy lata pozostawał we Flocie Rezerwowej, został skreślony z rejestru floty w maju 1973 i sprzedany na złom w lutym 1974.

## Dane techniczne
- uzbrojenie po zbudowaniu
  - 12 dział kal. 127 mm (4 x II i 4 x I)/ 38 kalibrów
  - 32 działa kal. 40 mm Bofors (8 x IV)
  - 46 dział kal. 20 mm Oerlikon (46 x I)
- pancerz po zbudowaniu
  - boczny 102 mm
  - pokład hangarowy 64 mm
  - mostek 38 mm
  - pokłady ochronne 38 mm